# Gare de Rocourt
Ne doit pas être confondu avec Gare de Rocourt-Clinique.
La gare de Rocourt est une ancienne gare ferroviaire de la ligne 31, de Liers à Ans, située à Rocourt, section de la ville belge de Liège, dans la province du même nom, en Région wallonne.
Mise en service en 1864 par la Compagnie du chemin de fer Liégeois-Limbourgeois, elle ferme aux voyageurs en 1984 et aux marchandises dans les années 1990.

## Situation ferroviaire
Établie à 170 m d'altitude, la gare de Rocourt était située au point kilométrique (PK) 3,1 de la ligne 31, de Liers à Ans, entre les gares de Liers et d'Ans-Est ; de 1973 à 1984 s'intercalaient les points d'arrêt de Rocourt-Clinique et d’Alleur.

## Histoire
La station de Rocourt est mise en service le 10 mars 1864 par la Compagnie du chemin de fer Liégeois-Limbourgeois lorsqu'elle met en service simultanément les tronçons de Glons à Liers et de Liers à Ans du « chemin de fer de Tongres à Ans, passant par Glons, avec un embranchement se dirigeant sur Liége » ; Rocourt et Ans-Est sont alors les deux stations intermédiaires de la ligne. La ligne venant de Tongres atteindra finalement Liège (Vivegnis) en 1865 puis Liège-Guillemins en 1877.
L’État belge reprend l'exploitation de la ligne en 1896 et fait reconstruire plusieurs des bâtiments de gare d'origine, dont celui de Rocourt, remplacé par une construction standardisée type 1895 avec une longue aile de sept travées. De l'autre côté de la chaussée de Tongres, emplacement de la première station, se trouvait une importante cour aux marchandises dotée de plusieurs voies.
Les trains de voyageurs de la ligne 31 sont supprimés pendant l'occupation le 6 octobre 1941 et la seconde voie est retirée durant la décennie suivante en raison du déclin du trafic des marchandises.
En 1973, la SNCB décide toutefois de réinstaurer une desserte voyageurs sur la ligne 31 en vue de doter Liège d'un réseau périurbain. Deux nouvelles haltes sont créées de part et d'autre de Rocourt ; la gare de Rocourt — seule de la ligne à avoir conservé son bâtiment des voyageurs — conserve deux voies à quai afin de permettre aux trains de se croiser. La ligne 31 est électrifiée le 30 mai 1976 tout comme la section de la ligne 34 en direction de Liège.
Le trafic sur la ligne 31 n'est toutefois pas jugé suffisant, toutes les gares de la ligne ferment le 3 juin 1984 lors de l'instauration du plan IC-IR ; la caténaire est également démontée. Le 28 septembre 1987, la SNCB supprime la cour à marchandises de la gare de Rocourt. La ligne entre Ans et l'embranchement militaire de l'arsenal de Rocourt voit encore passer quelques trains occasionnels jusqu'à son démontage en 1996. Un RAVeL a été installé sur la ligne.
Le bâtiment de la gare a été transformé en restaurant. Ce dernier a fermé pour cause de faillite autour de 2020.

RAVeL
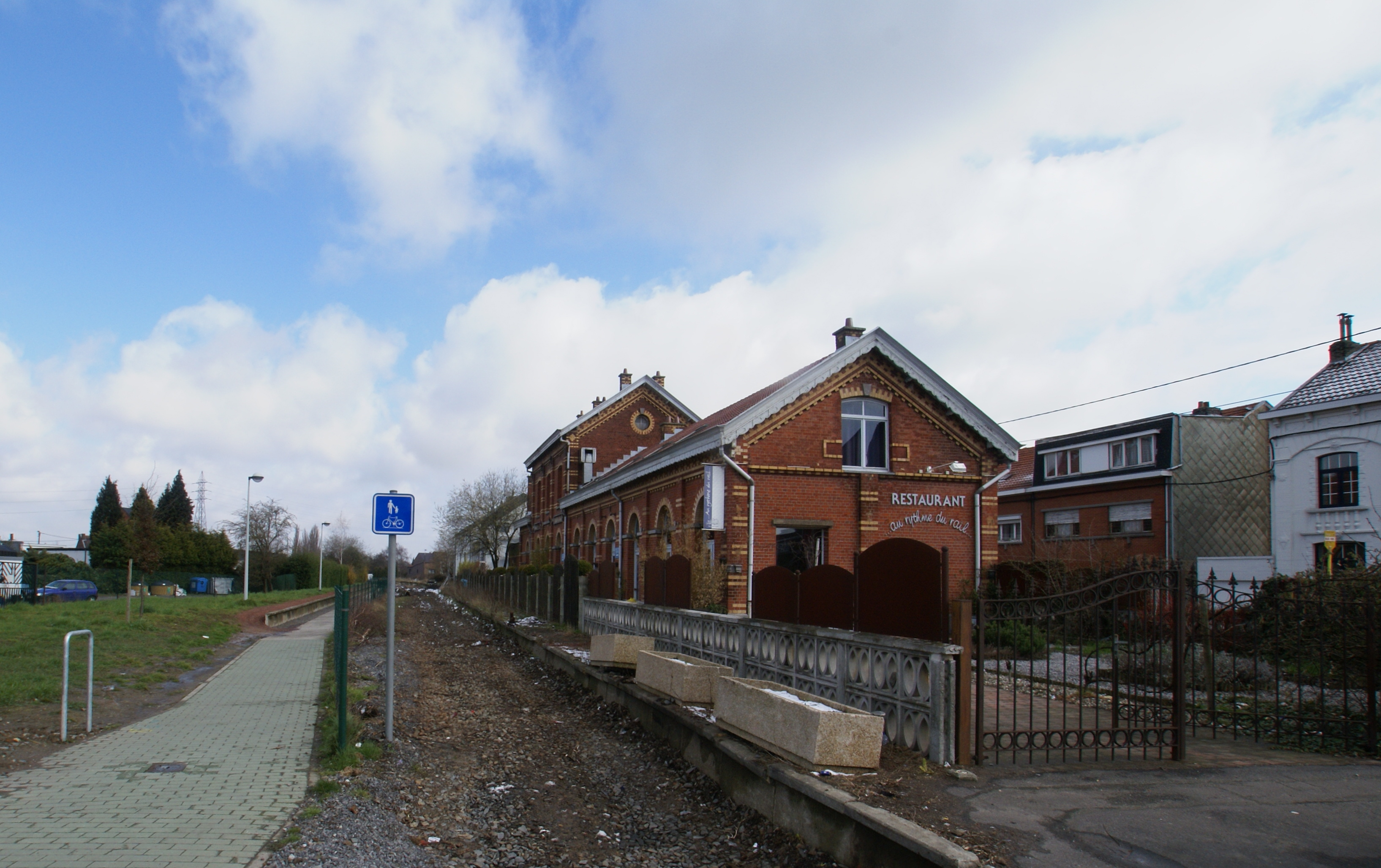
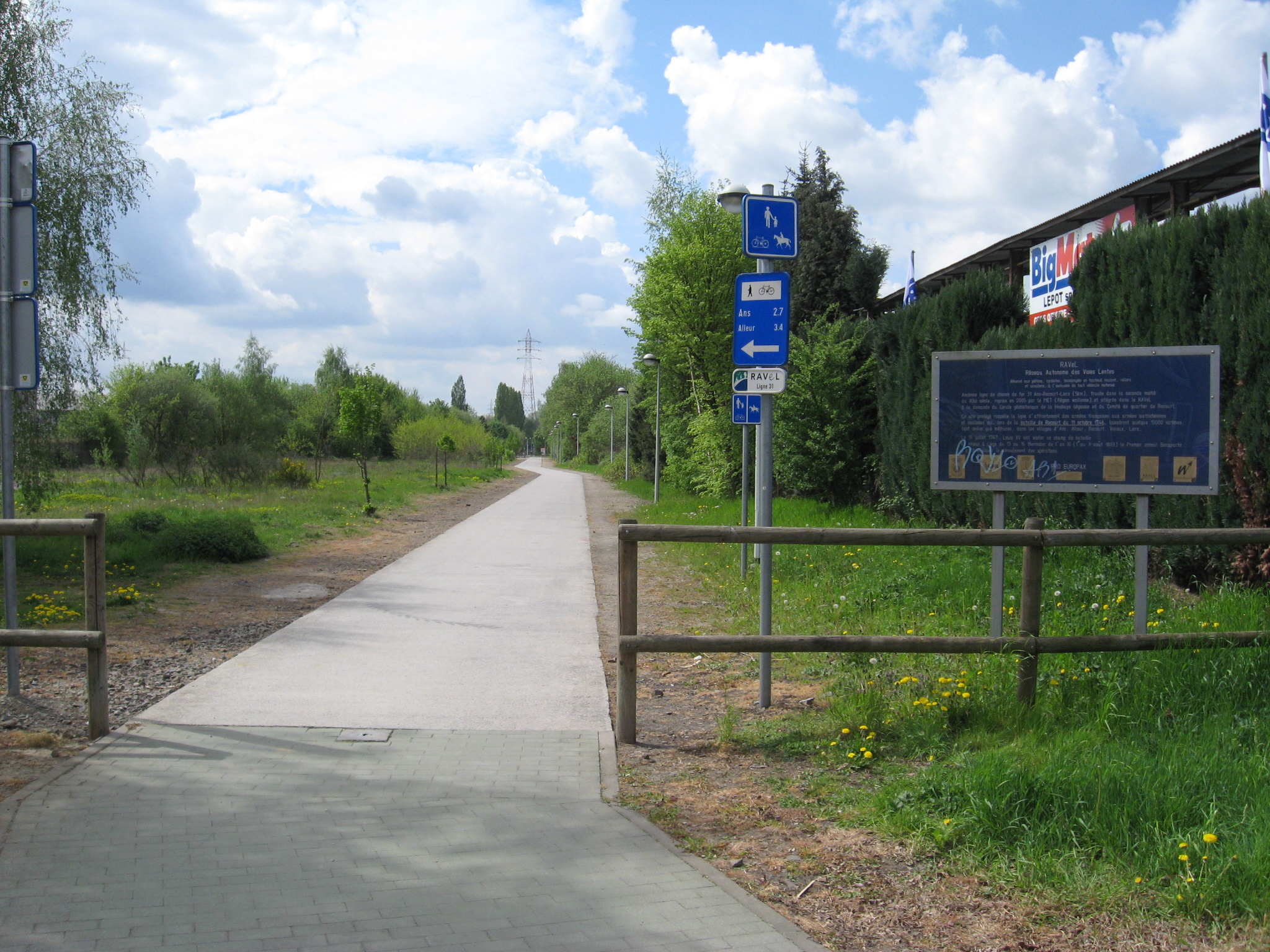